# دین ویتر رینولدز
دین ویتر رینولدز (انگلیسی: Dean Witter Reynolds) شرکت خدمات مالی آمریکایی است، که در سال ۱۹۷۸ تأسیس شد.